# Ismail H’Maidat
Ismail H’Maidat (ur. 16 czerwca 1995 w Enschede) – marokański piłkarz występujący na pozycji pomocnika w klubie Como 1907.

## Statystyki kariery
(aktualne na dzień 10 lutego 2016)
| Klub               | Sezon              | Liga               | Liga  | Liga   | Puchar kraju | Puchar kraju | Europa | Europa | Suma  | Suma   |
| Klub               | Sezon              | Liga               | Mecze | Bramki | Mecze        | Bramki       | Mecze  | Bramki | Mecze | Bramki |
| ------------------ | ------------------ | ------------------ | ----- | ------ | ------------ | ------------ | ------ | ------ | ----- | ------ |
| Brescia            | 2013/14            | Serie B            | 1     | 0      | 0            | 0            | –      | –      | 1     | 0      |
| Brescia            | 2014/15            | Serie B            | 29    | 1      | 2            | 0            | –      | –      | 31    | 1      |
| Brescia            | 2015/16            | Serie B            | 12    | 0      | 0            | 0            | –      | –      | 12    | 0      |
| AS Roma            | 2015/16            | Serie A            | 0     | 0      | 0            | 0            | 0      | 0      | 0     | 0      |
| Ascoli (wyp.)      | 2015/16            | Serie B            | 0     | 0      | 0            | 0            | –      | –      | 0     | 0      |
| Ogólnie w karierze | Ogólnie w karierze | Ogólnie w karierze | 42    | 1      | 2            | 0            | 0      | 0      | 44    | 1      |